# Feriola angustifrons
Feriola angustifrons är en tvåvingeart som beskrevs av Hiroshi Shima 1988. Feriola angustifrons ingår i släktet Feriola och familjen parasitflugor.
Artens utbredningsområde är Taiwan. Inga underarter finns listade i Catalogue of Life.